# Lista över medicinalväxter
I dessa växtfamiljer finns växter som har substanser som anses vara läkande. För att veta hur man kan använda dem mer se .

## Asteraceae
- Kamomill Matricaria chamomilla L
- Hästhovsört Tussilago farfara L
- Slåttergubbe Arnica montana L
- Benediktertistel Arctium lappa L
- Röllika Achillea millefolium L
- Cikoria Cichorium intybus L

## Valerianaceae
- Vänderot Valeriana offenicinalis L

## Caprifoliaceae
- Fläder Sambucus nigra L

## Gentianaceae
- Gul stålört Gentiana lutea L
- Flockarun Centaurium minus 'Monench'

## Menyanthaceae
- Vattenklöver Menyanthes trifoliata L

## Labiatae
- Lavendel Lavendula angustifolia 'P.Mill'
- Äkta Salvia Salvia officinalis L
- Citronmeliss Melissa officinalis L
- Äkta timjan Tymus vulgaris L
- Backtimjan Tymus serpyllum L
- Kransborre Marrubium vulgare L
- Isop Hyssopus officinalis L
- Kungsmynta Origanum vulgare L
- Pepparmynta Mentha piperita L
- Vitplister Lamium album L

## Solanaceae
- Belladonna Atropa belladonna L
- Spikklubba Datura stramonium L
- Bolmört Hyoscyamus niger L

## Scrophularianceae
- Praktkungsljus Verbascum thapsiforme 'Schrad'
- Ullig Fingerborgsblomma Digitalis lanata 'Ehrh'
- Ögontröst Euphrasia officialis L

## Plantaginaceae
- Svartkämpar Plantago lanceolata L

## Primulaceae
- Gullviva Primula veris L

## Ericaceae
- Mjölon Arctostaphylos uva-ursi '(L.)Spreng'
- Blåbär Vaccinium myrtillus L

## Ranuculaceae
- Äkta stormhatt Aconitum napellus L
- Våradonis Adonis vernalis L

## Papaveraceae
- Vallmo Papaver somniferum L
- Skelört Chelidonium majus L

## Curciferae
- Lomme Capsella bursa pastoris 'Med'

## Violaceae
- Luktviol viola odorata L

## Droseraceae
- Sileshår Drosera rotundifiola L

## Guttiferae
- Äkta Johannesört Hypericum perforatum L

## Tiliaceae
- Skogslind Tilia cordata 'P.Mill'

## Malvaceae
- Stockros Althaea officinalis 'L.'
- Mauretansk kattost Malva silvestris, ssp mauritiana '(L.) A.et Gr.'

## Linaceae
- Lin Linum usitatissimum 'L.'

## Rosaceae
- Rundhagtorn Crataegus oxyacantha 'L.'
- Småborre Agrimonia eupatoria 'L.'

## Fabaceae
- Åsnetörne Oninos spinosa 'L.'

## Apiaceae
- Kvanne Angelica archangelica 'L.'
- Kummin Carum carvi 'L.'

## Hippocastanaceae
- Hästkastanj Aesculus hippocastanum 'L.'

## Loranthaceae
- Mistel Viscum album 'L.'

## Polygonaceae
- Medicinsk rabarber Rheum palmatum 'L'

## Fagaceae
- Ek Quercus robur 'L'

## Betulaceae
- vårtbjörk Betula verrucosa 'Ehrh'

## Liliaceae
- Nysrot Veratrum album 'L'
- Tidlösa Colchium autumnale 'L'
- Vitlök Allium savitum 'L'
- Liljekonvalj Convallaria majalis 'L'

## Araceae
- Kalmusrot Acorus calamus 'L'

## Cupressaceae
- En Juniperus communis 'L'

Dessa ordningar har även medicinsk användning:

## Equisetales
- Åkerfräken Equisetum arvense 'L'

## Lichenes
- Islandslav Cetraria islandica '(L)Ach.'

## Fungi
- Mjöldryga Claviceps purpurea '(Fr.) Tul.'